# Longchaumois
Longchaumois ist eine französische Gemeinde mit 1133 Einwohnern (Stand: 1. Januar 2022) im Département Jura in der Region Bourgogne-Franche-Comté. Sie gehört zum Arrondissement Saint-Claude und ist Mitglied im Gemeindeverband Haut-Jura Arcade Communauté. Die Bewohner werden Chaumerands und Chaumerandes genannt.

## Geographie
Longchaumois liegt auf 890 m, etwa zehn Kilometer nordnordöstlich der Stadt Saint-Claude (Luftlinie). Das Dorf erstreckt sich im Jura, auf einem weiten Hochplateau südlich des tief eingeschnittenen Flusslaufs der Bienne, am nördlichen Rand der Frênois Forêt der Hautes-Combes.
Die Fläche des 57,60 km² großen Gemeindegebiets umfasst einen Abschnitt des französischen Juras. Der zentrale Teil des Gebietes wird von der Hochfläche von Longchaumois eingenommen, die eine Breite von 3 km und eine Länge von fünf Kilometer aufweist und durchschnittlich auf 900 m liegt. Entwässert wird dieses Hochplateau durch die Pissevieille nach Westen zur Bienne. Die nordwestliche Abgrenzung des Plateaus bildet die Anhöhe der Monts de Bienne (bis 940 m), welche den Steilabfall zum tief eingeschnittenen Erosionstal der Bienne (Gemeindegrenze) markieren. Der Fluss ist rund 400 m in die umgebenden Jurahochflächen eingetieft.
Die Landschaft, die südöstlich an das Plateau von Longchaumois anschließt, weist nur relativ geringe Reliefunterschiede auf und ist geprägt durch parallel verlaufende Geländekämme und Senken (sogenannte Combes), die gemäß der Streichrichtung des Faltenjuras in diesem Gebiet in Richtung Südwest-Nordost orientiert sind. In strukturgeologischer Hinsicht stellen sie eine Reihe von Antiklinalen und Synklinalen dar, die überwiegend aus Gesteinsschichten der oberen Jurazeit bestehen. Nach Südosten nimmt die Höhe der Kämme stetig zu: Bois de  la Chaîtes (1150 m), Bois de la Sambine (1320 m) und Bois de Ban, auf dem mit 1411 m die höchste Erhebung von Longchaumois erreicht wird. Außer der Bienne und der Pissevieille zeigt das gesamte Gemeindeareal keine oberirdischen Fließgewässer, weil das Niederschlagswasser im porösen kalkhaltigen Untergrund versickert. An verschiedenen Orten gibt es typische Karsterscheinungen wie beispielsweise Dolinen und Karrenfelder.
Gegen Osten fällt das Hochland zu verschiedenen Ausräumungskesseln im Quellgebiet der Bienne ab. Die Grenze verläuft dabei meist auf der Kante oberhalb des mehr oder weniger hohen Felsabsturzes und wird durch den Mont Fier (1300 m), den Rocher du Tiavy (1199 m), die Rochers des Arcets (1161 m) und den Rocher du Béchet markiert. Im äußersten Osten reicht das Gemeindeareal bis an den Oberlauf der Bienne im Quertal von Morez. Deutlich mehr als die Hälfte der Fläche ist mit Tannen-, Fichten- und Buchenwäldern bestanden, der Rest ist überwiegend Weideland. Das Gemeindegebiet ist Teil des Regionalen Naturparks Haut-Jura (frz.: Parc naturel régional du Haut-Jura).
Zu Longchaumois gehören neben dem eigentlichen Ort auch zahlreiche Weiler, Hofgruppen und Einzelhöfe, die weit verstreut auf der Jurahochfläche liegen, darunter:
- Orcières (845 m) an einem leicht nach Süden geneigten Hang der Monts de Bienne auf der Hochfläche von Longchaumois
- Les Combes (859 m) auf einer Anhöhe der Hochfläche von Longchaumois
- Les Baptaillards (892 m) auf dem Hochplateau südlich der Gorges de la Bienne
- Les Charrières (1152 m) auf einer Weidefläche zwischen Bois de la Chaites und Bois de la Sambine
- die auf der linken Seite der Bienne gelegenen Häuser von La Doye im Quertal von Morez

Nachbargemeinden von Longchaumois sind Villard-sur-Bienne, Hauts de Bienne im Norden, Les Rousses und Prémanon im Osten, Lamoura und Saint-Claude im Süden sowie La Rixouse im Westen.

## Geschichte
Seinen Ursprung verdankt Longchaumois den Mönchen des Klosters Saint-Oyend-de-Joux (heute Saint-Claude). Diese rodeten auf der Jurafläche verschiedene Landstriche, machten die Gegend urbar und setzten damit den Grundstein für die Besiedlung. Erstmals erscheint der Name Longa Calma bereits im 7. Jahrhundert in den Urkunden des Klosters; wörtlich übersetzt bedeutet er lange Weide. Aus der Zeit um 1100 ist die Bezeichnung Longo Camelo überliefert.
Seit dem Mittelalter gehörte Longchaumois zum Herrschaftsgebiet der Abtei Saint-Claude. Zusammen mit der Franche-Comté gelangte das Dorf mit dem Frieden von Nimwegen 1678 an Frankreich. Im Verlauf des 19. Jahrhunderts erlangte Longchaumois Bedeutung als Zentrum der Herstellung von Maßstäben, ein Produktionszweig, der das Dorf bis 1960 prägte.

## Sehenswürdigkeiten

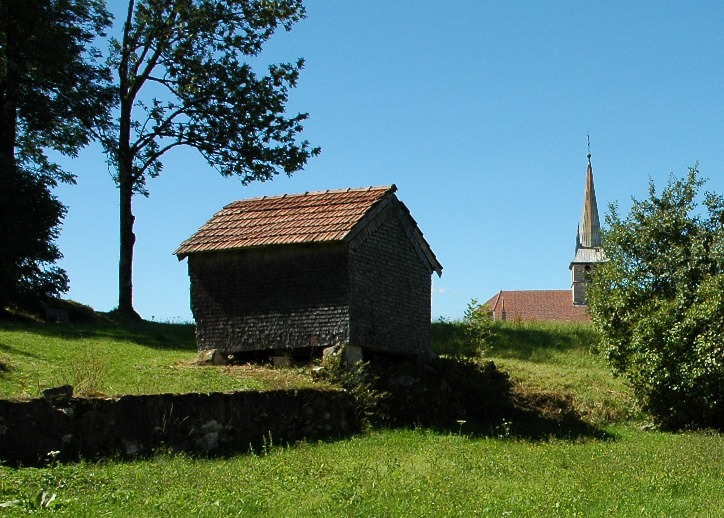
Kornspeicher in Longchaumois

Die Pfarrkirche Saint-Jean-Baptiste wurde im 17. Jahrhundert errichtet und besitzt einen gotischen Chor sowie mehrere bedeutende Holzstatuen aus dem 16. und 17. Jahrhundert. Das Maison de la Flore zeigt unter anderem Ausstellungen über Flora und zum Teil auch Fauna des Hochjuras.

## Bevölkerung
| Jahr                       | 1962 | 1968 | 1975 | 1982 | 1990 | 1999 | 2006 | 2013 | 2020 |
| Einwohner                  | 773  | 741  | 671  | 741  | 945  | 1092 | 1130 | 1184 | 1134 |
| Quellen: Cassini und INSEE |      |      |      |      |      |      |      |      |      |

Mit 1133 Einwohnern (Stand 1. Januar 2022) gehört Longchaumois zu den kleineren Gemeinden des Départements Jura. Nachdem die Einwohnerzahl in der ersten Hälfte des 20. Jahrhunderts markant abgenommen hatte (1896 wurden noch 1808 Personen gezählt), wurde seit Mitte der 1970er-Jahre wieder eine deutliche Bevölkerungszunahme verzeichnet.

## Wirtschaft und Infrastruktur
Longchaumois war lange Zeit ein vorwiegend durch die Landwirtschaft, insbesondere Viehzucht und Milchwirtschaft, sowie durch die Forstwirtschaft geprägtes Dorf. Daneben gibt es heute verschiedene Betriebe des Klein- und Mittelgewerbes. Neben den traditionellen Zweigen von Käseherstellung und Holzhandwerk sind heute Unternehmen, die auf Brillenherstellung, Kunststoffverarbeitung und Feinmechanik spezialisiert sind, im Dorf vertreten.
Als Erholungsort in einem beliebten Ausflugsgebiet im Hochjura profitiert Longchaumois heute auch vom Tourismus, insbesondere vom Wintertourismus, wenn auf dem Plateau der Hautes-Combes Skilanglauf betrieben werden kann. Die etwas steileren Hänge bei Roches sind durch Skilifte für den alpinen Skisport erschlossen.
Die Ortschaft liegt abseits der größeren Durchgangsstraßen an der Departementsstraße D 69, die von Saint-Claude nach Morez führt. Weitere Straßenverbindungen bestehen mit Lamoura und Prémanon.

## Persönlichkeiten
- Maurice Regad (1906–1945), Genossenschaftsdirektor und Mitglied der Résistance, gestorben in einem Außenlager des KZ Mittelbau-Dora[1]